# El Chipé
Juan Vicente Fernández (Alhama de Murcia, 1901 - Cartagena, 19 de juliol de 1936), més conegut com El Chipé, va ser un delinqüent espanyol, famós a Cartagena per les circumstàncies que van envoltar la seva mort.

## Origen
Juan, nascut el 1901 i no el 1903 com informarien els periòdics després de la seva mort, era el quart fill de José Vicente Vargas, gitano natural de Alhama de Murcia. La seva família es va traslladar a Cartagena, sabent-se que el 1918 tenien una casa a la plaça dels Carros —actual plaça d'Alcolea—, lloc de parada d'arriers i de mercat d'animals, en el qual es dedicaven al xollat i la venda de bestiar.
El àlies Chipé té el seu origen en la paraula «chipén» del caló, que significa «veritat» i en aquest cas era utilitzada la accepció «ben fet». José Vicente, quan acabava de xollar un animal, solia dir «m'ha quedao chipé», de manera que ell i per extensió la seva família van passar a ser coneguts per aquesta paraula.

## Vida delictiva
La primera mort atribuïda al Chipé va ser la del seu cunyat Antonio Vargas el Lili, casat amb la seva germana Dolores. El 1918 aquesta, cansada dels seus maltractaments, es va refugiar a casa dels seus pares. Allí es dirigeixen Antonio i el seu pare José Vargas Castro, però al no poder entrar en l'habitatge, marxen i és llavors quan es troben amb els germans Sebastián i Juan Fernández. Es produeix una acalorada discussió en la qual acaben apareixent armes. Antonio i Sebastián treuen pistoles i les disparen sense encert, mentre que Juan assesta al primer tres punyalades en el pit, que li ocasionen la mort. Altres membres de la família Fernández van resultar ferits lleus, que després de ser atesos i havent-se'ls pres declaració, són empresonats.
Més tard, en la nit del 19 de setembre de 1920, El Chipé es trobava en una taverna del barri de San Antonio Abad amb tres amics. Sota els efectes de l'alcohol va sorgir una disputa sobre qui havia de pagar la ronda que estaven prenent, i quan va començar la batussa, Juan va treure la seva pistola i va disparar a dos dels seus acompanyants en la boca a un, i en el pit a un altre, no podent continuar perquè va rebre diverses punyalades que li van deixar greument ferit. A partir de llavors se li va prohibir l'entrada al barri, havent d'amenaçar-li el sereno amb el seu chuzo per expulsar-lo.
L'únic ofici del Chipé va ser el de estibador al port de Cartagena, o almenys únic ofici legal, ja que també era proxeneta a la zona del Molinete. En una ocasió, Bafalliu, jugador del Cartagena Fútbol Club, va aconseguir una ocupació en el moll, va aparèixer Juan Vicente i li va manar que deixés el treball, per considerar que el capatàs l'hi havia donat a ell. El futbolista es va negar, i El Chipé va amagar amb treure al seva navalla, al que Bafalliu va respondre propinant-li un cop amb una Pala (eina). Juan va fugir pel carrer Gisbert perseguit pel futbolista, que ignorava qui era.
La tradició oral de Cartagena va fer famós a aquest personatge, per la seva falta d'escrúpols i el seu historial delictiu, perdut en els arxius policials a causa de la Guerra Civil. A causa del seu historial, combinat amb la seva feblesa física i covardia, mai sortia desarmat, encara que gaudia de la protecció de la dreta local, per la qual treballava com a pinxo i sicari i protegint als quals enganxaven cartells electorals des dels anys 1920 a l'època de la Segona República.

## Mort
Al febrer de 1936, el Front Popular va guanyar les eleccions generals espanyoles. Durant la campanya es van dur a terme multitud de mítings per part de les dues grans coalicions (Front Popular i Front Nacional Contrarevolucionari). Arreu d'Espanya es van viure episodis de violència entre seguidors d'ambdues formacions, motiu pel qual es comptava amb personal de seguretat per protegir els actes polítics. El Chipé va formar part d'aquest, i va destacar negativament.
El 17 de juliol es va produir la revolta de Melilla de la mà del general Francisco Franco, que s'havia traslladat d'incògnit des de Canàries a el Marroc, iniciant així el cop d'estat contra el Govern de la República. En aquell moment a Cartagena tots es preguntaven l'abast que podien prendre els esdeveniments, si el Govern sufocaria la rebel·lió, o si aquest es propagaria a la península Ibèrica, corrien rumors de tota classe.
A les 12 del migdia del 19 de juliol molts ciutadans s'amuntegaven a les portes de la Capitania General demanant informació. Allí estava El Chipé, qui en dir-li algú que el cop estava triomfant, va anar a celebrar-ho a un bar. Més tard, en assabentar-se que la revolta havia fracassat i només havia rebut el suport a l'Àfrica i algunes capitals de província, dos militants de les Joventuts Socialistes Unificades van decidir anar a la recerca de Juan Vicente per detenir-lo per còmplice de l'aixecament i traïdor a la República. El Chipé es va adonar immediatament de les seves intencions i es va enfrontar a ells a punyalades però va quedar estabornit d'un cop al cap. No van trigar a aparèixer dos caporals de la Guàrdia d'Assalt, que el van arrestar i el van portar a comissaria.
Els joves van ser atesos a l'Hospital de la Caritat, i la notícia de l'ocorregut es va expandir ràpidament per la ciutat, magnificant-se els fets de tal forma que una multitud es va congregar davant la comissaria exigint que se'ls lliurés el reu per ser ajusticiat. Els funcionaris es van negar i van formar una comissió que va marxar a l'Ajuntament a entrevistar-se amb l'alcalde César Serrano. Aquest també es va negar, i va despatxar a Manuel Martínez Norte, membre de la CNT i del comitè que s'havia fet càrrec del Consistori, amb un cotxe oficial i xofer per traslladar al pres a la presó de San Antón.
El vehicle va entrar en la comissaria per la porta posterior i van muntar al Chipé, però algú des de l'interior de l'edifici va avisar a la gentada, que es va mobilitzar i va tallar el pas al cotxe. Martínez Norte va intentar sense èxit avançar uns metres entre una multitud d'unes dues mil persones, però va ser impossible. Amb la gent sacsant i copejant el vehicle, el cenetista, amb la intenció d'evitar el linxament o segons altres fonts per ànsies de protagonisme, va desenfundar la seva pistola STAR de calibre 9 mm curt i es va dirigir al reu dient «Chipé, et vaig a fer un favor». El detingut va rebre un tret al crani que li va causar la mort. Martínez Norte llavors el va expulsar fora del cotxe lliurant el cadàver a la massa enfurismada, aprofitant per abandonar el lloc.
La majoria de les persones que formaven el tumult va anar abandonant el carrer, però els més exaltats, un grup de 300 persones, van lligar el cos pel cap i el van portar a ròssec fins al passeig dels Màrtirs de la Llibertat —actual passeig d'Alfonso XIII—, des d'on es van dirigir a la casa del veterinari Ramón Mercader, conegut dretà i protector del Chipé, ja que contractava a aquest com a conductor del seu carruatge i guardaespatlles. En arribar a la plaça d'Espanya, on estava el domicili de Mercader, es van detenir cridant «Aquí tens al teu protegit, el teu cotxer ha estat ajusticiat».
La marxa va continuar pel carrer del Carmen, Porta de Múrcia, carrer Mayor i plaça de l'Ajuntament, en direcció al port. Arribats al moll van llançar el cos a l'aigua per després seguir arrossegant-lo pel passeig del Moll, per a després de dirigir-se per la zona dels bars fins a la plaça Bastarreche, on finalment van ruixar el cadàver amb gasolina i van intentar calar-li foc, però no va cremar en estar encara humit, de manera que el van abandonar allí.
L'endemà al matí membres de la Creu Roja van recollir al difunt i li van donar sepultura en el cementiri de Los Remedios.

## Llegat
La mort i posterior humiliació pòstuma del Chipé, tan semblant a la qual va sofrir el capità general Francisco de Borja y Poyo 128 anys abans també a Cartagena, va quedar en el record popular, sorgint així la dita «T'has de veure com El Chipé», utilitzat per donar a entendre a l'interlocutor el perill de continuar en la seva postura errada.